# Stiftungsfonds
Stiftungsfonds ist ein nicht eindeutig definierter Begriff, der in zwei unterschiedlichen Bereichen Verwendung findet.
Im Bereich des Stiftungswesens stellt ein Stiftungsfonds (manchmal auch als Stifterfonds bezeichnet) eine Zustiftung zur Erhöhung des Stiftungskapitals einer bereits bestehenden rechtsfähigen Stiftung dar. Die Zustiftung erfolgt unter Auflagen gegenüber der Stiftung. Eine Auflage betrifft meistens den Zweck, für den das zugestiftete Vermögen verwendet werden soll. Eine zusätzliche Auflage ist oft auch, dass der Stiftungsfonds einen eigenen Namen erhält. Außerdem kann der Zustifter fordern, dass in der Stiftung ein internes Organ für den Stiftungsfonds geschaffen wird, das über die Verwendung der Erträgnisse aus dem Stiftungsfondsvermögen befindet. Im Gegensatz zur rechtsfähigen Stiftung hat ein Stiftungsfonds keinen eigenen Rechtsstatus und ist auch kein Steuersubjekt. Er ist Teil des Stiftungsvermögens der Stiftung, zu deren Vermögen er zugestiftet worden ist. Ein Stiftungsfonds wird deshalb oft umgangssprachlich als „kleine Stiftung“ bezeichnet. In Sonderfällen können Stiftungsfonds auch als eigenständige Stiftungen auftreten, wie z. B. der Kölner Gymnasial- und Stiftungsfonds, der eine Stiftung des öffentlichen Rechts darstellt.
Vorteile eines Stiftungsfonds sind vor allem folgende:
- Ein Stiftungsfonds ermöglicht es dem Zustifter die Organisation einer bereits bestehenden Stiftung zu nutzen, sodass ihm kein zusätzlicher Aufwand für die Gründung und Verwaltung entsteht und er so auch Kosten spart.
- Das Fondsvermögen geht bei der Verwaltung in dem meist deutlich größeren Vermögen der Stiftung auf. Das verbessert in der Regel die Erträge bei der Kapitalanlage.
- Der Zustifter kann Einfluss auf die Zweckerfüllung nehmen und dem Fonds einen eigenen Namen geben.

Im Bankenwesen und dem Investmentgeschäft bezeichnet man Fonds, die für die Anlage des Vermögens von Stiftungen besonders gut geeignet sind, ebenfalls als Stiftungsfonds. Sie sind meist sehr risikoarm konzipiert, weil Stiftungen in der Regel dazu verpflichtet sind, ihr Kapital möglichst zu erhalten. Deshalb sind solche Stiftungsfonds auch bei anderen Kapitalanlegern sehr beliebt. Solche Fonds erreichen zum Teil beachtliche Größenordnungen. Beispiele dafür sind:
- Flossbach von Storch Stiftung
- DWS Stiftungsfonds
- Allianz Stiftungsfonds Nachhaltigkeit
- Deka-Stiftungen Balance

Eine Untergruppe stellen Stiftungsfonds dar, die von Stiftern konzipiert wurden. Sie werden auch Vermögenspoolings-Fonds genannt. Es handelt sich dabei um Fonds, die von Stiftern selbst konzipiert wurden. Die Initiatoren sind oft keine Finanzinstitute, aber an der Konzipierung und Verwaltung arbeiten trotzdem ausgewählte Finanzprofis mit. Anders als bei herkömmlichen Stiftungsfonds begutachtet ein externer und neutraler Vermögensbeirat aus der Stifter- und Finanzszene ihre Arbeit. Anleger haben so also den Vorteil der doppelten Kontrolle.